# Port Ewen
Port Ewen es un lugar designado por el censo ubicado en el condado de Ulster en el estado estadounidense de Nueva York. En el año 2000 tenía una población de 3,650 habitantes y una densidad poblacional de 721 personas por km².

## Geografía
Port Ewen se encuentra ubicado en las coordenadas 41°54′25″N 73°58′43″O / 41.90694, -73.97861.

## Demografía
Según la Oficina del Censo en 2000 los ingresos medios por hogar en la localidad eran de $41,949, y los ingresos medios por familia eran $50,208. Los hombres tenían unos ingresos medios de $37,043 frente a los $27,583 para las mujeres. La renta per cápita para la localidad era de $22,040. Alrededor del 11.7% de la población estaban por debajo del umbral de pobreza.